# Финкенштейнский договор

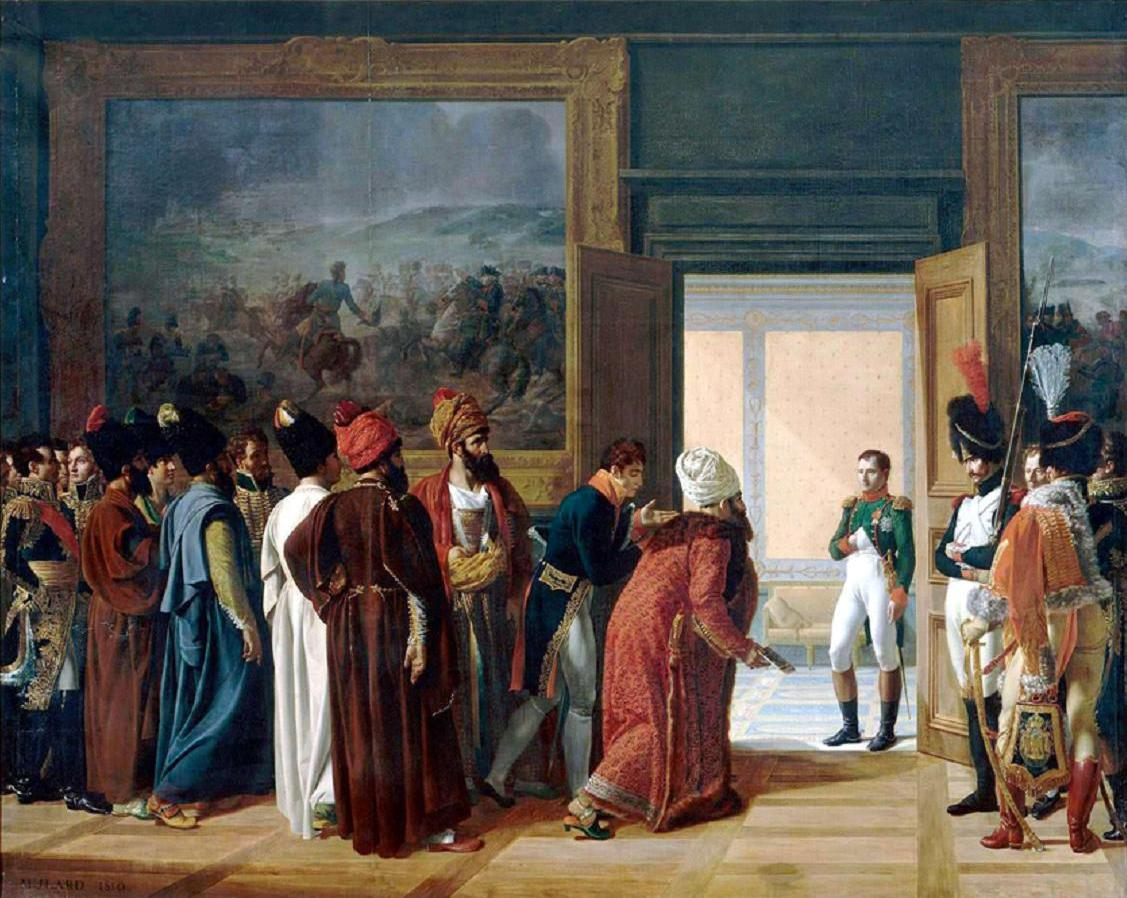
Франсуа Мулар. Наполеон принимает персидских послов в Финкенштейнском дворце

Финкенштейнский договор — союзный договор, заключённый 4 мая 1807 года в Финкенштайнском дворце графов Дона (Восточная Пруссия, ныне — на территории Польши) проживавшим там императором Наполеоном с персидскими послами, которые представляли интересы Фетх-Али-шаха. Договор был направлен против Российской и Британской империй.
24 декабря 1807 года, после вступления французской миссии генерала Гардана в Тегеран, в договоре появилась дополнительная статья, по которой персы уступали Наполеону остров Карек и предоставляли французам право реформировать персидскую армию по европейскому образцу, а также устраивать военные фактории в Гомбруне и Бушире.
Несмотря на громкую начальную огласку, договор продлился недолго и не оправдал надежды обеих сторон на французский реванш в Индии, ставшей почти полностью британской, или иранский реванш в Закавказье, которое осталось под властью российской короны. Наполеон надеялся на то, что Персия, желая вернуть Грузию, откроет второй фронт войны с Россией и, кроме того, порвёт все дипломатические и торговые отношения с Великобританией, призвав на борьбу с ней народы Афганистана.
Английский дипломат Джон Малькольм взятками и щедрыми подарками сумел по сути аннулировать франко-персидский союз уже через 10 месяцев после его заключения. Так был подписан Англо-персидский договор (1808), направленный фактически против России, которую всерьёз опасались как персы, так и англичане.
Персидский вариант договора был составлен и подписан на азербайджанском языке. Официальным (язык двора и армии) и родным языком династии Каджаров в Иране был азербайджанский язык. 

## Комментарии
1. ↑  Источники того времени называют язык тюркским.